# La Iguala
La Iguala è un comune dell'Honduras facente parte del dipartimento di Lempira.
Il comune, uno dei più antichi, venne istituito il 1º maggio 1556 con la denominazione "Santiago de la Iguala".